# امیلیو پتاچی
امیلیو پتاچی (انگلیسی: Emilio Petacci؛ ۲۵ ژانویه ۱۸۸۶ – ۲۰ مارس ۱۹۶۵) بازیگر اهل ایتالیا بود.
از فیلم‌های وی می‌توان به عشق ابدی، همسر زیبای میلر، رستاخیز، فرشته سپید و عروسی خون اشاره کرد.